# Friedrich Kunitzer
Friedrich Kunitzer (* 9. Februar 1907 in Przedecz; † 14. März 1998 in Kördorf) war ein deutscher Maler, Grafiker und Schriftsteller.
Friedrich Kunitzer verbrachte seine Kindheit vor allem in Jaroslawl, wo sein Vater ab 1909 Deutschlehrer beim zaristischen Kadettencorps war. 1918 flüchtete die Familie vor der Revolution nach Łódź. Hier besuchte Friedrich Kunitzer das Deutsche Gymnasium. 1926 ging er an die Akademie der Bildenden Künste Krakau und studierte bei Fryderyk Pautsch. Dann ging er für kurze Zeit an die Preußische Akademie der Künste, lebte längere Zeit in der Künstlerkolonie Worpswede und ging 1930 nach Paris zu Józef Pankiewicz. Als Pole deutscher Ethnizität leistete Kunitzer 1932 seinen Wehrdienst beim polnischen Militär. 1933 stellte er erste Bilder in Posen, Łódź, Bromberg und Katowice aus. Er schuf die Illustrationen zu Kurt Lücks Veröffentlichungen „Die deutschen Siedlungen im Cholmer und Lubliner Lande“ und „Singendes Volk - Volkslieder aus Kongreßpolen u. Wolhynien“. 1935 ging Kunitzer zum Studium nach München und bildete eine Ateliergemeinschaft mit Eugen Nell.
1942 wurde Friedrich Kunitzer Soldat der Wehrmacht und kam an die Ostfront. Gegen Ende des Krieges wurde Kunitzer verwundet und kam dann in amerikanische Kriegsgefangenschaft, aus der er jedoch bereits 1945 wieder entlassen wurde. 1949 zog er nach Wiesbaden zu seiner Schwester. 1954 wurde er Mitglied der Künstlergilde Esslingen. 1957 heiratete Kunitzer die Künstlerin Tamara Weiland († 1996) und zog mit ihr nach Kördorf.

## Werke
- Ikonen im Pulverrauch. Eine Zeichenfeder erlebt d. Russlandfeldzug. Weinheim 1957
- Menschen, Mühlen, Märchen. Berlin und Bonn 1983 ISBN 3-922131-28-X